# MZ Skorpion
La MZ Skorpion è una motocicletta prodotta dalla casa motociclistica tedesca Motorradwerk Zschopau dal 1994 al 2004.

## Profilo e contesto

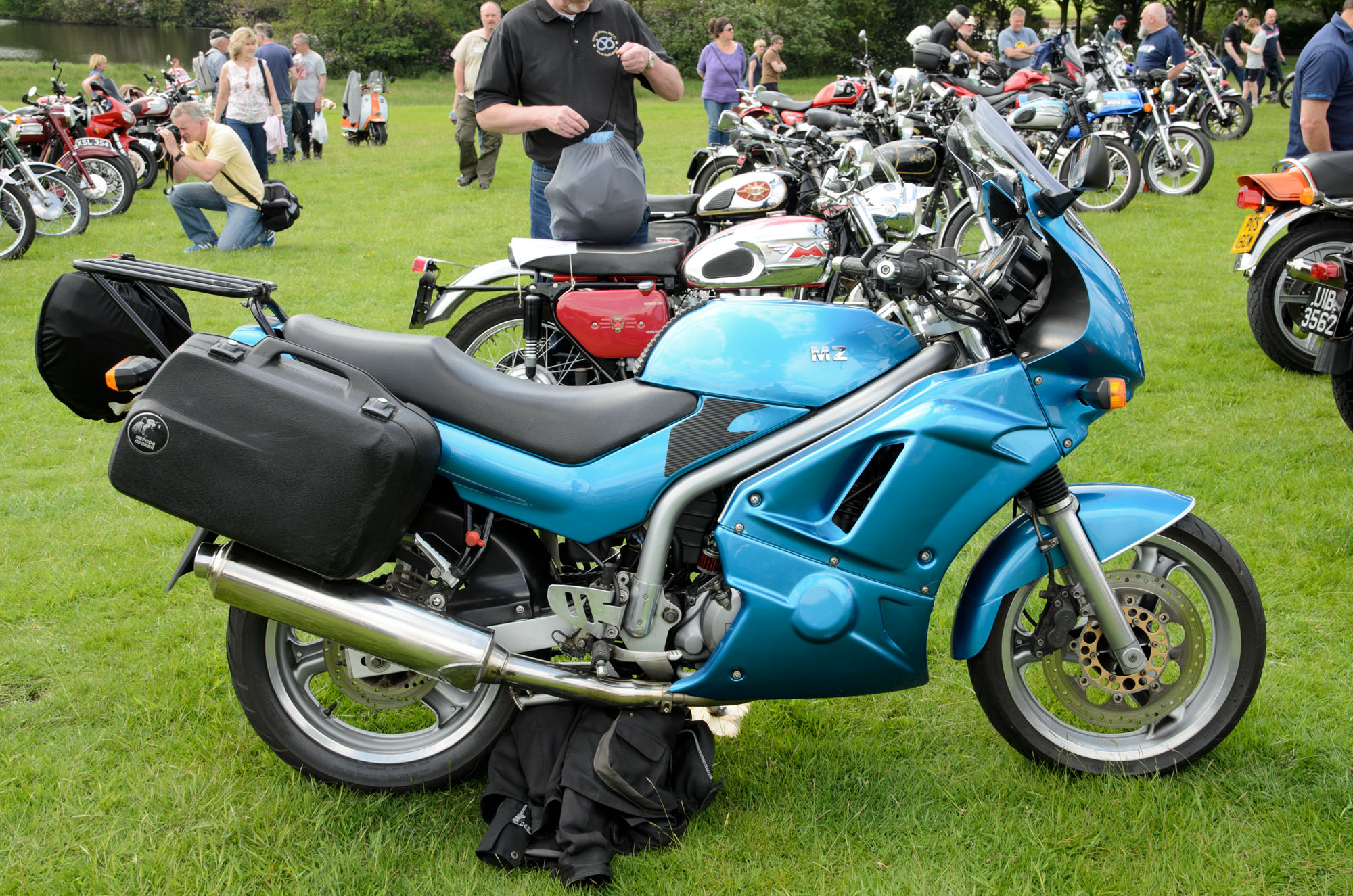
Scorpion Traveller

A spingere la moto c'era un motore monocilindrico di origine Yamaha frontemarcia a quattro tempi dalla cilindrata totale di 660 cm³ (con l'alesaggio da 100 mm e la corsa da 84 mm), con distribuzione monoalbero a 5 valvole raffreddato a liquido.

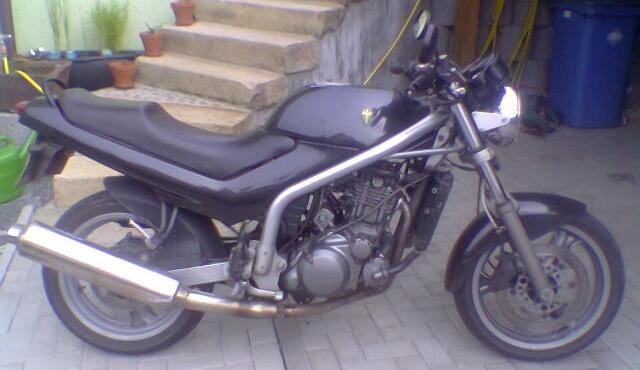
Scorpion Tour

La Skorpion fu il risultato di una collaborazione internazionale, con il telaio concepito e progettato dallo studio di design britannico Seymour Powell. Il motore e l'impianto elettrico provenivano dalla Yamaha SZR 660, con la Grimeca che forniva freni, forcelle e sospensioni posteriori. 
La moto venne lanciato nel 1994 in due versioni:
- Skorpion Sport: un café racer con carenatura parziale e pedane arretrate.
- Skorpion Tour: una naked senza carene.[3]

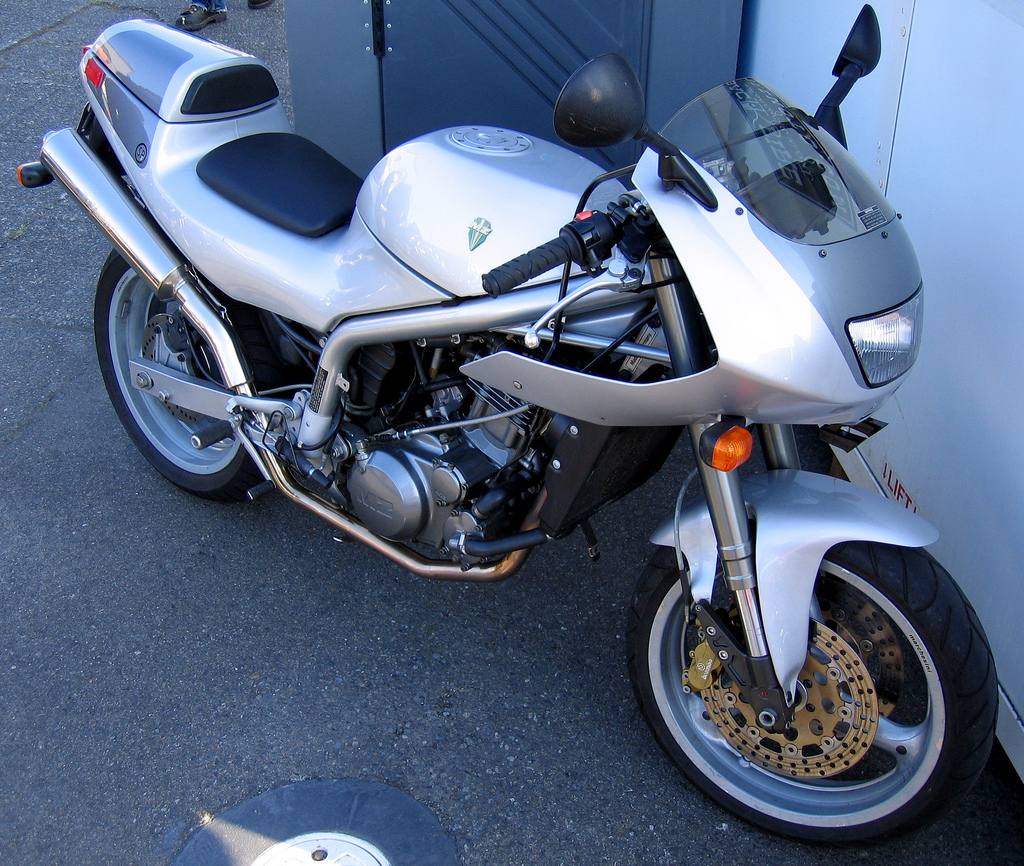
Scorpion Sport

Entrambe avevano la predisposizione per un trasportare un passeggero, ma la Tour aveva una sella più grande e ampia. Nel 2001 venne aggiunto un terzo modello alla gamma: la Skorpion Traveller, una sport tourer completamente carenata con borse laterali Hepco & Becker. La Sport fu rimossa dai listini nel 2002, mentre gli altri modelli rimasero in vendita fino al 2004. 
Era disponibili, inoltre, altre due versioni speciali:
- Skorpion Cup: essenzialmente era una Skorpion Sport priva di accessori, ma con una carenatura completa e una sella monoposto.
- Skorpion Replica: introdotta nel 1996[4] una versione votata all'utilizzo in posta con un motore potenziato da 50 CV (37 kW), forcelle a steli rovesciati, freni migliorati, carenatura completa e telaio specifico.[5]